# Ministero degli affari esteri (Lituania)
Il Ministero degli affari esteri (in lituano Užsienio reikalų ministerija, in acronimo URM) è un dicastero del governo lituano responsabile per la politica estera della Lituania.
Il ministro in carica nel governo Paluckas è Kęstutis Budrys dal 12 dicembre 2024.

## Storia
Il Ministero degli affari esteri fu istituito nel 1918 nel primo governo della Repubblica di Lituania, venendo retto inizialmente dal Ministro presidente Augustinas Voldemaras. Il dicastero fu soppresso durante l'occupazione sovietica e quella tedesca e fino alla restaurazione dello Stato lituano nel 1990, il corpo diplomatico lituano fu guidato dagli ex ministri Stasys Lozoraitis e Juozas Urbšys.

## Elenco dei ministri

### Repubblica di Lituania (1918-1940)
| Ministro         | Ministro         | Ministro                                     | Partito                                                               | Governo          | Mandato           | Mandato           |
| Ministro         | Ministro         | Ministro                                     | Partito                                                               | Governo          | Inizio            | Fine              |
| ---------------- | ---------------- | -------------------------------------------- | --------------------------------------------------------------------- | ---------------- | ----------------- | ----------------- |
|                  |                  | Augustinas Voldemaras (1883-1942)            | Partito del Progresso Nazionale                                       | Voldemaras I     | 11 novembre 1918  | 26 dicembre 1918  |
| Sleževičius I    | 26 dicembre 1918 | Augustinas Voldemaras (1883-1942)            | Partito del Progresso Nazionale                                       | 13 marzo 1919    |                   |                   |
| vacante          | vacante          | vacante                                      | vacante                                                               | Dovydaitis       | 13 marzo 1919     | 12 aprile 1919    |
|                  |                  | Augustinas Voldemaras (1883-1942)            | Partito del Progresso Nazionale                                       | Sleževičius II   | 12 aprile 1919    | 7 ottobre 1919    |
| Galvanauskas I   | 7 ottobre 1919   | Augustinas Voldemaras (1883-1942)            | Partito del Progresso Nazionale                                       | 19 giugno 1920   |                   |                   |
|                  |                  | Juozas Purickis (1883-1934)                  | Partito dei Democratici Cristiani di Lituania                         | Grinius          | 19 giugno 1920    | 2 febbraio 1922   |
|                  |                  | Vladas Jurgutis (1885-1966)                  | Partito dei Democratici Cristiani di Lituania                         | Galvanauskas II  | 2 febbraio 1922   | 28 settembre 1922 |
|                  |                  | Ernestas Galvanauskas (1882-1967)            | Unione Popolare dei Contadini di Lituania                             | Galvanauskas II  | 29 settembre 1922 | 23 febbraio 1923  |
| Galvanauskas III | 23 febbraio 1923 | Ernestas Galvanauskas (1882-1967)            | Unione Popolare dei Contadini di Lituania                             | 29 giugno 1923   |                   |                   |
| Galvanauskas IV  | 29 giugno 1923   | Ernestas Galvanauskas (1882-1967)            | Unione Popolare dei Contadini di Lituania                             | 18 giugno 1924   |                   |                   |
|                  |                  | Voldemaras Vytautas Čarneckis (1893-1942)    | Partito dei Democratici Cristiani di Lituania                         | Tumėnas          | 18 giugno 1924    | 4 febbraio 1925   |
| Petrulis         | 4 febbraio 1925  | Voldemaras Vytautas Čarneckis (1893-1942)    | Partito dei Democratici Cristiani di Lituania                         | 25 febbraio 1925 |                   |                   |
|                  |                  | Mečislovas Reinys (1884-1953)                | Partito dei Democratici Cristiani di Lituania                         | Bistras          | 25 febbraio 1925  | 20 aprile 1926    |
|                  |                  | Leonas Bistras (1890-1971)                   | Partito dei Democratici Cristiani di Lituania                         | Bistras          | 20 aprile 1926    | 15 giugno 1926    |
|                  |                  | Mykolas Sleževičius (ad interim) (1882-1939) | Unione Popolare dei Contadini di Lituania                             | Sleževičius III  | 15 giugno 1926    | 17 dicembre 1926  |
|                  |                  | Augustinas Voldemaras (1883-1942)            | Unione dei Nazionalisti Lituani (1926-1927) Lupi di Ferro (1927-1929) | Voldemaras II    | 17 dicembre 1926  | 23 settembre 1929 |
|                  |                  | Augustinas Voldemaras (1883-1942)            | Unione dei Nazionalisti Lituani (1926-1927) Lupi di Ferro (1927-1929) | Voldemaras II    | 17 dicembre 1926  | 23 settembre 1929 |
|                  |                  | Juozas Tūbelis (ad interim) (1882-1939)      | Unione dei Nazionalisti Lituani                                       | Tūbelis I        | 23 settembre 1929 | 8 novembre 1929   |
|                  |                  | Dovas Zaunius (1892-1940)                    | Indipendente                                                          | Tūbelis I        | 8 novembre 1929   | 12 giugno 1934    |
|                  |                  | Stasys Lozoraitis (1898-1983)                | Indipendente                                                          | Tūbelis II       | 12 giugno 1934    | 6 settembre 1935  |
| Tūbelis III      | 6 settembre 1935 | Stasys Lozoraitis (1898-1983)                | Indipendente                                                          | 24 marzo 1938    |                   |                   |
| Mironas I        | 24 marzo 1938    | Stasys Lozoraitis (1898-1983)                | Indipendente                                                          | 12 dicembre 1938 |                   |                   |
|                  |                  | Juozas Urbšys (1896-1991)                    | Indipendente                                                          | Mironas II       | 12 dicembre 1938  | 28 marzo 1939     |
| Černius          | 28 marzo 1939    | Juozas Urbšys (1896-1991)                    | Indipendente                                                          | 21 novembre 1939 |                   |                   |
| Merkys           | 21 novembre 1939 | Juozas Urbšys (1896-1991)                    | Indipendente                                                          | 15 giugno 1940   |                   |                   |

### Repubblica di Lituania (1990-presente)
| Ministro      | Ministro         | Ministro                      | Partito                                                                    | Governo          | Mandato          | Mandato          |
| Ministro      | Ministro         | Ministro                      | Partito                                                                    | Governo          | Inizio           | Fine             |
| ------------- | ---------------- | ----------------------------- | -------------------------------------------------------------------------- | ---------------- | ---------------- | ---------------- |
|               |                  | Algirdas Saudargas (1948)     | Partito dei Democratici Cristiani di Lituania                              | Prunskienė       | 11 aprile 1990   | 10 gennaio 1991  |
| Šimėnas       | 10 gennaio 1991  | Algirdas Saudargas (1948)     | Partito dei Democratici Cristiani di Lituania                              | 13 gennaio 1991  |                  |                  |
| Vagnorius I   | 13 gennaio 1991  | Algirdas Saudargas (1948)     | Partito dei Democratici Cristiani di Lituania                              | 23 luglio 1992   |                  |                  |
| Abišala       | 23 luglio 1992   | Algirdas Saudargas (1948)     | Partito dei Democratici Cristiani di Lituania                              | 17 dicembre 1992 |                  |                  |
|               |                  | Povilas Gylys (1948)          | Partito Democratico del Lavoro di Lituania                                 | Lubys            | 17 dicembre 1992 | 31 marzo 1993    |
| Šleževičius   | 31 marzo 1993    | Povilas Gylys (1948)          | Partito Democratico del Lavoro di Lituania                                 | 19 marzo 1996    |                  |                  |
| Stankevičius  | 19 marzo 1996    | Povilas Gylys (1948)          | Partito Democratico del Lavoro di Lituania                                 | 10 dicembre 1996 |                  |                  |
|               |                  | Algirdas Saudargas (1948)     | Partito dei Democratici Cristiani di Lituania                              | Vagnorius II     | 10 dicembre 1996 | 10 giugno 1999   |
| Paksas I      | 10 giugno 1999   | Algirdas Saudargas (1948)     | Partito dei Democratici Cristiani di Lituania                              | 11 novembre 1999 |                  |                  |
| Kubilius I    | 11 novembre 1999 | Algirdas Saudargas (1948)     | Partito dei Democratici Cristiani di Lituania                              | 9 novembre 2000  |                  |                  |
|               |                  | Antanas Valionis (1950)       | Nuova Unione (socioliberali)                                               | Paksas II        | 9 novembre 2000  | 12 luglio 2001   |
| Brazauskas I  | 12 luglio 2001   | Antanas Valionis (1950)       | Nuova Unione (socioliberali)                                               | 14 dicembre 2004 |                  |                  |
| Brazauskas II | 14 dicembre 2004 | Antanas Valionis (1950)       | Nuova Unione (socioliberali)                                               | 18 luglio 2006   |                  |                  |
|               |                  | Petras Vaitiekūnas (1953)     | Unione dei Contadini e dei Verdi di Lituania                               | Kirkilas         | 18 luglio 2006   | 9 dicembre 2008  |
|               |                  | Vygaudas Ušackas (1964)       | Unione della Patria - Democratici Cristiani di Lituania                    | Kubilius II      | 9 dicembre 2008  | 26 gennaio 2010  |
|               |                  | Audronius Ažubalis (1958)     | Unione della Patria - Democratici Cristiani di Lituania                    | Kubilius II      | 26 gennaio 2010  | 13 dicembre 2012 |
|               |                  | Linas Linkevičius (1961)      | Partito Socialdemocratico di Lituania (2012-2017) Indipendente (2017-2020) | Butkevičius      | 13 dicembre 2012 | 13 dicembre 2016 |
|               | Skvernelis       | Linas Linkevičius (1961)      | Partito Socialdemocratico di Lituania (2012-2017) Indipendente (2017-2020) | 13 dicembre 2016 | 11 dicembre 2020 |                  |
|               |                  | Gabrielius Landsbergis (1982) | Unione della Patria - Democratici Cristiani di Lituania                    | Šimonytė         | 11 dicembre 2020 | 12 dicembre 2024 |
|               |                  | Kęstutis Budrys (1980)        | Indipendente                                                               | Paluckas         | 12 dicembre 2024 | in carica        |

### Esplicative
1. ↑  Ricopre anche la carica di Ministro presidente fino al 26 dicembre 1918.
2. 1 2 3  Ricopre anche la carica di Ministro presidente.
3. ↑  Ricopre anche le cariche di Ministro presidente e di Ministro della giustizia.
4. ↑  Ricopre anche la carica di Ministro presidente e di Ministro delle finanze.
5. ↑  Di area LSDP.